# Florian Hirsch (Dramaturg)
Florian Hirsch (geboren 1979 in Berlin) ist ein deutscher Dramaturg, der seit 2011 dem Ensemble des Wiener Burgtheaters angehört.
Hirsch studierte Neuere Deutsche Literatur, Anglistik und Amerikanistik. Nebenbei arbeitete er als Übersetzer sowie in der Freien Theaterszene Berlins und am dortigen Maxim-Gorki-Theater. Seit der Spielzeit 2011–12 ist er am Wiener Burgtheater fix als Dramaturg engagiert. Zu seinen wichtigsten Arbeiten an diesem Haus zählen Michael Schachermaiers Inszenierung von Raimunds Alpenkönig und Menschenfeind (2012) und Georg Schmiedleitners Interpretation von Karl Kraus’ Letzten Tagen der Menschheit als Koproduktion der Burg mit den Salzburger Festspielen (2014). Auch erstellte er gemeinsam mit dem Regisseur Antú Romero Nunes eine Bühnenfassung von Isabel Allendes Roman Das Geisterhaus, welche im Januar 2014 im Akademietheater, dem zweiten Haus der Burg, uraufgeführt wurde.
Im November 2019 feiert sein Stück Schiller. Aufruhr und Empörung nach sechs Dramen von Friedrich Schiller (Kabale und Liebe, Maria Stuart, Wilhelm Tell, Don Karlos, Die Verschwörung des Fiesco zu Genua und Die Räuber) am Linzer Theater Phönix mit Raphaela Möst in der Titelrolle Premiere.

## Nachweise
1. ↑  Petra Rathmanner: Probetanz auf dem Vulkan, Wiener Zeitung, 28. September 2012
2. ↑  Karin Fischer: "Die letzten Tage der Menschheit" auf den Salzburger Festspielen, Deutschlandfunk, 30. Juli 2014
3. ↑  Margarete Affenzeller: In der Mitte entspringt kein Erzählfluss, Der Standard, 31. Januar 2014
4. ↑  Dieser Schiller im Phönix wird ein Theater ohne Netz. In: Oberösterreichische Nachrichten. 23. November 2019, abgerufen am 23. November 2019.

| Personendaten    | Personendaten       |
| ---------------- | ------------------- |
| NAME             | Hirsch, Florian     |
| KURZBESCHREIBUNG | deutscher Dramaturg |
| GEBURTSDATUM     | 1979                |
| GEBURTSORT       | Berlin              |